# Кобеле-Малі
Кобеле-Малі (пол. Kobiele Małe) — село в Польщі, у гміні Кобелі-Великі Радомщанського повіту Лодзинського воєводства.
Населення — 364 особи (2011).
У 1975-1998 роках село належало до Пйотрковського воєводства.

## Демографія
Демографічна структура станом на 31 березня 2011 року:
|          | Загалом | Допрацездатний вік | Працездатний вік | Постпрацездатний вік |
| -------- | ------- | ------------------ | ---------------- | -------------------- |
| Чоловіки | 173     | 42                 | 111              | 20                   |
| Жінки    | 191     | 37                 | 113              | 41                   |
| Разом    | 364     | 79                 | 224              | 61                   |